# Glückel von Hameln
Glückel von Hameln, también Gluckel, Glikl von Hamelin o Glikl bas Judah Leib (Hamburgo, 1646-Metz, 19 de septiembre de 1724), fue una mujer de negocios judía alemana. A lo largo de treinta años, y en su lengua materna, el yiddish occidental, plasmó sus memorias que originalmente estaban destinadas a ser un testamento ético para sus hijos y descendientes. Sus diarios son las únicas memorias yiddish premodernas conocidas escritas por una mujer. Las Memorias de Glückel de Hamelin ofrecen un retrato íntimo de la vida asquenazí entre finales del siglo XVII y principios del XVIII, y se han convertido en una fuente importante para historiadores, filólogos, sociólogos, críticos literarios y lingüistas.

## Trayectoria

### Contexto
Vivió en un momento de transición de la autoridad y autonomía de la kehilla medieval hacia una regulación donde ser miembro de la comunidad era voluntario y la identidad judía estaba lejos de ser algo personal y existencial. Escribió sus diarios en yidis originariamente para sus descendientes y de hecho en la primera parte les instaba a tener una vida más moral.
Glückel era un nombre popular en la Edad Media.  El nombre “Glückel” es un diminutivo de “ Glück ”, la traducción alemana del nombre hebreo “Mazal”, que significa “buena fortuna”.  Mazal era usado exclusivamente por judíos sefardíes , mientras que los judíos asquenazíes usaban las variaciones alemanas de “Glück” y “Glueck” o la versión yiddish “Glick”.  La terminación “el” es un diminutivo que indica “pequeño” o “pequeño” y se usó en las variaciones yiddish y alemanas de Glückel, Glukel, Glukil, Glickel y Glikel.  La variación pseudoaristocrática “Glückel von Hameln” fue utilizada por el editor de la primera publicación de las memorias en yiddish.
A pesar de que se hace referencia a ella con muchas variaciones diferentes, su nombre preferido probablemente habría sido "Glikl bas Judah Leib", que significa "Glikl hija de Judah Leib", de acuerdo con las tradiciones de nombres judíos de su época.

## Biografía
Glückel creció en una famillia adinerada de Hamburgo y a los doce años, sus padres la prometieron en matrimonio con Hayyim von Hamelin, con el que se casó en 1660. Tras la boda, vivieron en la casa de los padres de Hayyim,  y un año después, la pareja se mudó a Hamburgo, a casa de los padres de Glückel donde Hayyim comenzó a comerciar con oro y se convirtió en un rico hombre de negocios. Glückel ayudó a su esposo en el comercio de perlas de semillas, y finalmente se hizo cargo del negocio familiar a la muerte de su esposo en 1689. Ella era una de las pocas mujeres que viajaban solas para realizar transacciones comerciales en los mercados y ferias europeas.  Además de sus negocios, Glückel también mantuvo una vida social extremadamente activa que a menudo requería viajes extensos. Sus memorias hablan de viajes a ciudades tan variadas como Ámsterdam, Bamberg, Danzig, Hannover, Hildesheim, Copenhague, Frankfurt, Leipzig, Berlín, Viena, Metz y París.
En 1700, se volvió a casar con un banquero de Metz, ciudad a la que se mudó. Dos años después su marido Cerf Levy se arruinó perdiendo la fortuna de ambos y en 1712 murió dejándola en la pobreza. Siempre temerosa de convertirse en una carga para sus hijos, Glückel vivió sola hasta que enfermó demasiado para cuidar de sí misma en 1715.  A la edad de setenta años, después de muchas súplicas de sus hijos, se mudó con su hija Esther y su yerno Moses.
Glückel murió por causas naturales el 19 de septiembre de 1724 en Metz.

## Las memorias de Glückel de Hameln
En 1691, dos años después de la muerte de su esposo, Glückel comenzó a escribir sus memorias en un intento de consolarse durante su inmenso dolor.  En ese momento era una viuda de 46 años con doce hijos. Inicialmente dejó de escribir los diarios en 1699, poco antes de su segundo matrimonio con Cerf Levy, pero lo reanudó en 1715 mientras vivía con su hija después de la muerte de su segundo esposo.  Glückel completó el séptimo y último libro en 1719.
Los diarios de Glückel, un relato poco común de una mujer corriente, ofrecen una visión de la vida cotidiana de los habitantes judíos del norte de Alemania en el siglo XVII. Glückel cuenta cómo guio los destinos financieros y personales de sus hijos mediante acuerdos matrimoniales, se dedicó a viajes de negocios y al comercio y, en general, dedicó su vida a promover el bienestar de su numerosa familia. Glückel escribió sobre su propia familia y la de su primer marido con gran detalle porque quería que sus hijos conocieran su linaje, describió la vida cotidiana de los judíos en el valle del Rin y elementos clave como el fervor mesiánico que rodeaba a Shabtai Tzvi o el impacto de las guerras de Suecia encabezadas por Carlos XII. Fue explícita en cuanto a que las obras debían conservarse para las generaciones futuras, por temor a que los hijos o nietos de sus hijos algún día no supieran nada de su historia familiar.
Las memorias fusionan varias tradiciones literarias judías: el Tsava'ah, o testamento ético; los Tekhines, o libros de oraciones para mujeres; el Sefer musar, o libro de instrucción moral; el Mayse bukh, o libro de cuentos en yidis; y el "Pergamino familiar". 
El manuscrito fue guardado por sus descendientes tras su muerte acabando finalmente en la Biblioteca estatal de Baviera a mediados del siglo XIX y más tarde David Kauffman lo publicó en Presburgo (Bratislava) en 1892 con el título "Zikhroynes Glikl Hamel". Bertha Pappenheim, una de las descendientes de Glückel, tradujo los diarios al alemán y los publicó en Viena en 1910.
Otros descendientes han sido el poeta Heinrich Heine y el rabino Samson Raphael Hirsch.

## Obra
- Zikhroynes Glikl Hamel זיכרונות גליקל האמיל Die Memoiren der Glückel von Hameln, 1645-1719. Herausg. von David Kaufmann. Frankfurt am Main, J. Kauffmann, 1896. 8.º.

## Literatura
- Santiago Asensio Merino, Arenques, ballenas, perlas y ámbar. Ed. Atlantis, 2023. ISBN 978-84-127693-5-7. es una novela histórica que se desarrolla en el norte de Alemania en la segunda mitad del siglo XVII. El autor toma como base el diario de la comerciante judía Gluckl von Hameln.[18]